# 와인병

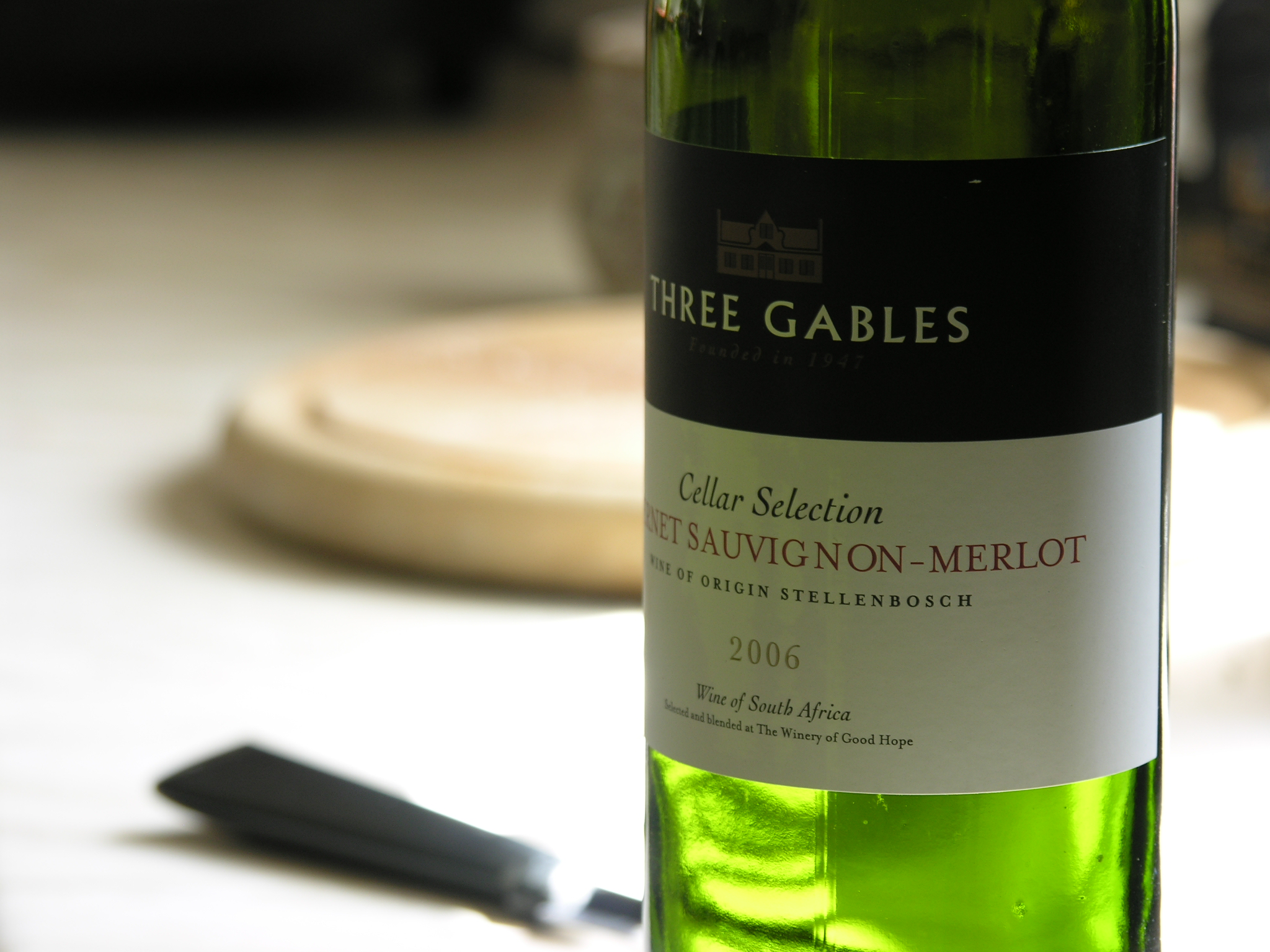
투명한 녹색 와인병

와인병은 와인을 담는 데 사용되는 병으로, 일반적으로 유리병이다. 일부 와인은 병에서 발효되는 반면 다른 와인은 발효 후에만 병에 담긴다. 최근 병은 750밀리리터(26.40 imp fl oz; 25.36 US fl oz)를 측정하여 와인 업계의 판매량을 설명하는 표준 부피 단위가 되었다. 그러나 와인병은 다양한 부피와 모양으로 생산된다.
와인병은 전통적으로 코르크로 밀봉되어 있지만 나사형 뚜껑이 인기를 얻고 있으며 병을 밀봉하는 데 사용되는 몇 가지 다른 방법이 있다.

## 같이 보기
- 맥주병
- 유리병